# Miracle Mirror
| Recensione       | Giudizio        |
| ---------------- | --------------- |
| AllMusic         | [ 1 ]           |
| Sputnikmusic     | 4.2 (Excellent) |
| Progarchives.com | [ 3 ]           |

Miracle Mirror è il terzo album discografico del gruppo musicale rock olandese Golden Earrings, pubblicato nel 1968 dalla Polydor Records.

## Il disco
Il disco segna l'ingresso nel gruppo del britannico Barry Hay.
Il brano I've Just Lost Somebody, contenuto nell'album e pubblicato come singolo, raggiunse l'ottava posizione della classifica Dutch Charts.

## Tracce

### LP
Lato A
Testi e musiche di Marinus Gerritsen e George Kooymans.
1. The Truth About Arthur – 2:56
2. Circus Will Be in Town in Time – 3:27
3. Crystal Heaven – 3:52
4. Sam and Sue – 1:40
5. I've Just Lost Somebody – 3:04
6. Mr. Fortune's Wife – 3:17

Lato B
Testi e musiche di Marinus Gerritsen e George Kooymans.
1. Who Cares? – 3:45
2. Born a Second Time – 2:37
3. Magnificent Magistral – 2:45
4. Must I Cry? – 2:16
5. Nothing Can Change This Worlds of Mine – 3:23
6. Gipsy Rhapsody – 3:19

### CD
1. The Truth About Arthur (George Kooymans)
2. Circus Will Be in Town in Time (George Kooymans)
3. Crystal Heaven (George Kooymans)
4. Sam and Sue (Marinus Gerritsen)
5. I've Just Lost Somebody (Marinus Gerritsen)
6. Mr. Fortune's Wife (George Kooymans)
7. Who Cares? (George Kooymans)
8. Born a Second Time (Marinus Gerritsen)
9. Magnificent Magistral (George Kooymans)
10. Must I Cry? (George Kooymans)
11. Nothing Can Change This Worlds of Mine (Marinus Gerritsen)
12. Gipsy Rhapsody (Marinus Gerritsen, George Kooymans)
13. Sound of the Screaming Day (Marinus Gerritsen, George Kooymans) – Bonus Track
14. She Won't Come to Me (Marinus Gerritsen, George Kooymans) – Bonus Track
15. Together We Live, Together We Love (George Kooymans) – Bonus Track
16. I Wonder Preview Together We Live and Love (Marinus Gerritsen, George Kooymans) – Bonus Track
17. Remember My Friend (George Kooymans) – Bonus Track

## Formazione
- Barry Hay - voce, chitarra, flauto
- George Kooymans - chitarra
- Marinus Rinus Gerritsen - basso
- Jaap Eggermont - batteria

Note aggiuntive
- Fred Haayen - produttore (Fred Haayen Production)
- Registrazioni effettuate nell'inverno 1967-1968 al GTB Studio presso l'Aia (Paesi Bassi)
- Registrazioni strumenti a fiato e strumenti ad arco effettuate al Phonogram Studios di Hilversum (Paesi Bassi)
- Jan Audier - ingegnere delle registrazioni
- Frans Mijts - arrangiamenti strumenti a fiato e strumenti ad arco
- Nico van der Stam - fotografia copertina album